# Più forte della morte
Più forte della morte (Stronger Than Death) è un film muto del 1920 diretto da Herbert Blaché, Charles Bryant e Robert Z. Leonard. La sceneggiatura di Bryant si basa su The Hermit Doctor of Gaya di Ida Alexa Ross Wylie, pubblicato a New York nel 1916. Prodotto dalla Nazimova Productions, aveva come interpreti principali Alla Nazimova, Charles Bryant, Charles K. French, Margaret McWade, Herbert Prior.

## Trama

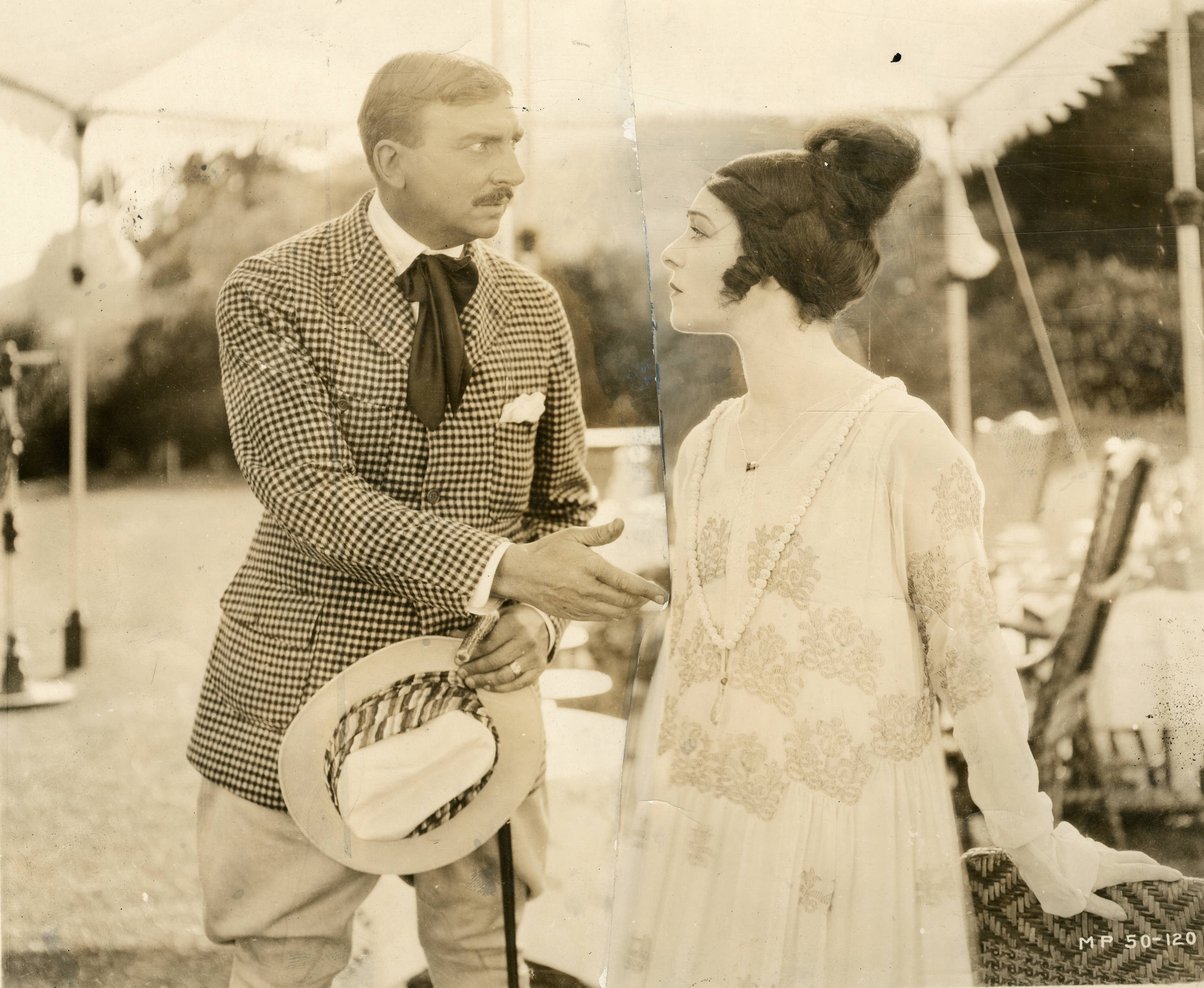
Herbert Prior e Nazimova

Sigrid Fersen, una celebre ballerina, viene a sapere che se danzerà ancora è destinata a morire di infarto. Così si reca a Gaya, una postazione dell'esercito britannico in India, dove vuole trovare un marito ricco. Lì, si innamora del maggiore Tristan Boucicault, un ufficiale che ha dedicato la sua vita ad aiutare gli indigeni di un villaggio vicino nella loro lotta contro la minaccia del colera. Tristan dovrebbe affrontare la corte marziale per avere colpito suo padre, un uomo brutale, ma Sigrid compra il silenzio di James Barclay, un mezzosangue testimone del fatto che la buona società emargina a causa delle sue origini. Per salvare Tristan, Sigrid accetta di sposare Barclay ma diventa sua moglie solo di nome. Furioso perché lei lo tiene lontano da sé, Barclay incita le truppe indigene all'insurrezione. Sigrid, pur conscia del pericolo che corre, si mette a danzare incantando con il suo fascino i soldati e ritardando, in questo modo, l'insurrezione, distraendo gli uomini fino a quando Tristan riesce ad avvertire il comandante. Nella battaglia che segue, Barclay rimane ucciso. Sigrid, sicura di stare per morire dato lo sforzo che ha fatto, crolla solo per svegliarsi tra le braccia dell'uomo amato.

## Produzione
Prodotto dalla Nazimova Productions, la casa di produzione creata dalla famosa attrice, il film fu girato con il titolo di lavorazione The Hermit Doctor of Gaya (titolo del romanzo da cui fu tratto il soggetto). Lo scenografo Ben Carré fu supervisore della costruzione dell'intero tempio di Vishnu che venne edificato tra le colline di Hollywood. Assistente alla regia, anche se non accreditata, era Alice Guy Blaché.

## Distribuzione
Il copyright del film, richiesto dalla Metro, fu registrato il 16 gennaio 1920 con il numero LP14646.
Distribuito dalla Metro Pictures Corporation e presentato da Maxwell Karger e Richard A. Rowland, il film uscì nelle sale statunitensi l'11 gennaio 1920.

### Censura italiana
In Italia, fu distribuito dalla Rinascimento. Il visto di censura fu concesso nel 1921 a condizione di:
1. - Nella parte 2ª togliere dalla didascalia: "Allevai quel fanciullo, lo mandai in Inghilterra e lo feci ricco, ricchissimo, affinché un giorno egli potesse vendicare la sua razza, la sua patria e la sua religione". Le parole: "la sua razza , la sua patria" e sopprimere le scene della fucilazione di quattro indigeni. 2. - Nella parte 3ª sopprimere le didascalie: "Non siate distolti da un affare di così trascurabile importanza"., "Come potete chiamare una condanna a morte un affare di trascurabile importanza?" nonché le scene dell'uccisione e della morte del cane ed abbreviare quella in cui si vede ripetutamente il Colonnello scudisciare prima il cane poi il figlio. (agosto 1921)

### Conservazione
Copia completa della pellicola si trova conservata negli archivi del George Eastman House a Rochester.